# Smagliacatene

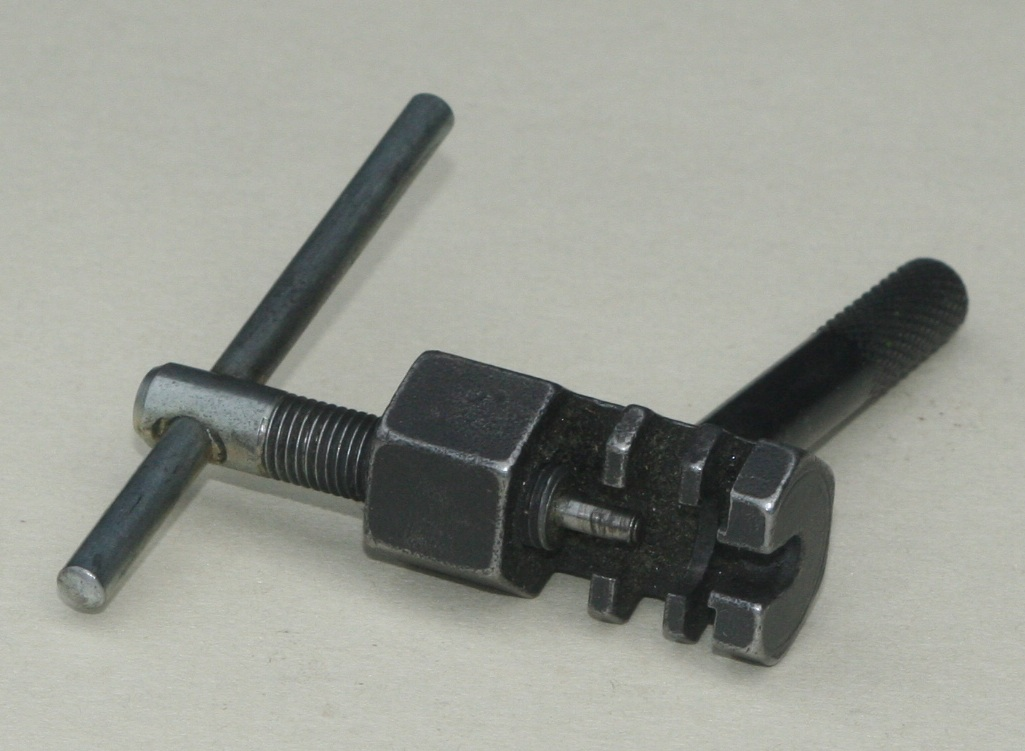
Smagliacatene

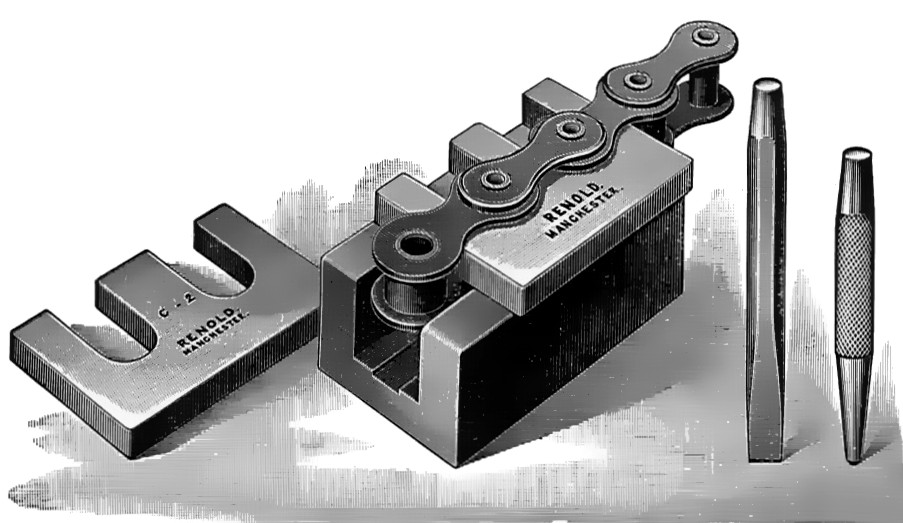
Smagliacatene

Lo smagliacatene è uno strumento con cui si possono aprire e richiudere le catene delle biciclette e dei motocicli.

## Descrizione
Il principio di funzionamento è molto semplice: un opportuno puntone viene fatto avanzare fino ad arrivare a spingere il perno che tiene unite due maglie della catena.
Generalmente lo smaglia catene è dotato di una sede in cui si possono tener fermi i due pezzi di catena da unire o da dividere, in maniera da facilitare l'operazione, mentre l'avanzamento del puntone avviene tramite una leva. In questa maniera la forza applicata con movimento rotatorio sulla leva viene amplificata e trasformata in avanzamento rettilineo con l'impiego di una vite.

Altri tipi di smagliatacene sono più semplici e sono forniti con un martello e ribattitori di vario diametro.
Spesso, anche mediante l'impiego di smaglia catene, non è possibile inserire il perno nelle maglie se viene estratto del tutto, per cui è necessario non sfilarlo dal tutto dalle maglie, ma solamente per quanto basta per poterle separare.

## Alternative
In alternativa allo smaglia catene si può utilizzare un punteruolo per battere (senza punta) e un martello.
Posizionando la catena su due supporti o sulla morsa si va a battere sul perno della catena tramite il punteruolo e il martello, per sfilare il perno della catena.
Questa soluzione permette una buona estrazione del perno, ma per il suo riposizionamento, risulta qualitativamente più basso rispetto allo smaglia catene, dato che si tende a mandare in contatto le piastre esterne con le piastre interne forzando anche sul rullo libero.